# Harzungen
Harzungen – część gminy (Ortsteil) Harztor w Niemczech, w kraju związkowym Turyngia, w powiecie Nordhausen. Do 5 lipca 2018 jako samodzielna gmina wchodziła w skład wspólnoty administracyjnej Hohnstein/Südharz.
W miejscowości w czasie II wojny światowej od 1 kwietnia 1944 do 4 kwietnia 1945 istniał podobóz KZ-Außenlager Harzungen (magazyny obozowe) obozu w Buchenwaldzie.